# Джон Гікс
Сер Джон Річард Гікс (англ. Sir John Richard Hicks, 8 квітня 1904, Ворик — 20 травня 1989, Блоклі) — англійський економіст.
Лауреат нобелівської премії 1972 р. «за новаторський внесок у загальну теорію рівноваги й теорію добробуту».
Вчився в Оксфорді; здобув ступінь магістра мистецтв (М. А.) і викладав там же, а також у лондонській школі економіки і в манчестерському університеті. Його дружина леді Урсула К. Вебб, дочка відомих фабіанців Сіднея і Беатриси Вебб, була автором ряду відомих робіт, у тому числі «Суспільні фінанси в національному доході» (Public Finance in National Income, 1939) — у співавторстві із чоловіком.

## Науковий внесок
Джон Гікс запропонував називати неокласичну теоретичну парадигму «каталактикою» — наукою про обмін.

## Твори
- «Теорія заробітної плати» (The Theory of Wages, 1932);
- «Цінність і капітал: дослідження деяких фундаментальних принципів економічної теорії» (Value and Capital: An Inquiry into some Fundamental Principles of Economic Theory, 1939);
- «Есе по світовій економіці» (Essays in World Economics, 1959);
- «Збірник есе з економічної теорії» в 3-х тт. (Collected Essays in Economic Theory, 1981-83).